# Cirière
Cirière – miejscowość i gmina we Francji, w regionie Nowa Akwitania, w departamencie Deux-Sèvres.
Według danych na rok 1990 gminę zamieszkiwały 873 osoby, a gęstość zaludnienia wynosiła 52 osób/km² (wśród 1467 gmin regionu Poitou-Charentes Cirière plasuje się na 354. miejscu pod względem liczby ludności, natomiast pod względem powierzchni na miejscu 504.).